# Raúl Poggi
Raúl Alejandro Poggi (Buenos Aires, 9 de febrero de 1909-15 de marzo de 1973) fue un militar argentino que alcanzó la jerarquía de teniente general. Fue comandante en jefe del Ejército desde su investidura el martes 4 de abril de 1961 hasta su relevo y pase a retiro el sábado 21 de abril de 1962.

## Primeros años
Luego de haber finalizado sus estudios secundarios, Poggi ingresó al Colegio Militar de la Nación el 2 de marzo de 1926. Egresó de dicha academia de formación militar el día 16 de diciembre de 1929 con el grado de subteniente del Cuerpo de Ingenieros en el puesto 45 de un total de 97 graduados.

### Ascensos y llegada al generalato

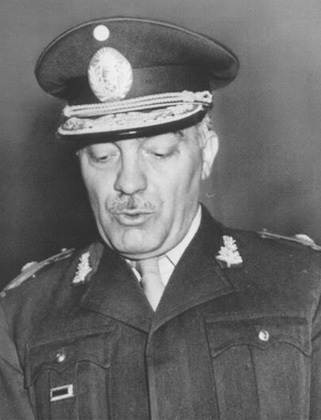
Raúl Poggi en sus tiempos de general de brigada.

Tras haber conseguido importantes ascensos a lo largo de su carrera, Poggi es ascendido de coronel al grado de general de brigada en 1957.
El transcurso del año 1959 en Argentina tuvo muchas zozobras y conflictos sociales, económicos y militares. Frondizi había asumido hacía poco más de un año bajo sospechas de haber realizado un acuerdo secreto con sectores del proscripto Partido Justicialista y luego de trece meses de gestión, la inflación, el descontento popular y el recelo de los sectores castrenses hacia la figura presidencial comenzaron a ponerse de manifiesto. El día 15 de junio de 1959, entre indicios de intranquilidad en muchas guarniciones del ejército, dos de los mayores comandantes de tropas, los generales de brigada Raúl Poggi, jefe del III Ejército y Florencio Yolanet, jefe de la Primera División Motorizada, declararon que hablaban en representación de sus subordinados y dirigieron un comunicado al teniente general Héctor Solanas Pacheco, comandante en jefe y secretario del Ejército Argentino. En dicha proclama exigían la destitución de un oficial, la cesación inmediata de una movilización militar de empleados ferroviarios y la investigación sobre la existencia de un pacto entre el presidente Arturo Frondizi y el depuesto expresidente Juan Domingo Perón. Los generales sediciosos, Poggi y Yolanet, fueron puestos bajo arresto y en disponibilidad y sus cargos fueron ocupados por el General de Brigada Ángel Peluffo y el Coronel Ángel Muzzio respectivamente.
Hacia finales de junio los generales rebeldes fueron liberados de su arresto pero siguieron hasta diciembre en situación de disponibilidad. Sin embargo, el secretario y comandante en jefe del Ejército Argentino presentó su renuncia al cargo el 30 de junio no solo por el desgaste político de su imagen, sino que también al ver disminuida su autoridad sobre sus subordinados de su arma.
En julio, Frondizi designó al General de División Elbio Anaya como Secretario del Ejército, un tradicionalista general retirado conocido por su antiperonismo y que contaba con el respeto de todo el cuadro de oficiales del ejército. El cargo de comandante en jefe del Ejército quedó en manos del general de división Carlos Severo Toranzo Montero.
El 31 de diciembre de 1959 Raúl Alejandro Poggi es ascendido a general de división y puesto al frente del I Cuerpo de Ejército.

## Comandante en jefe del Ejército
El 22 de marzo de 1961, el teniente general Toranzo Montero, intentó llevar a cabo un alzamiento pero fracasó y fue relevado de su cargo tras perder el apoyo de sus subordinados y del Secretario de Ejército, General de División Rosendo Fraga.
El 4 de abril de 1961, Poggi fue designado comandante en jefe del Ejército y a finales de ese año fue ascendido a Teniente General.

### Derrocamiento de Frondizi
Tras los resultados de las elecciones a gobernadores, diputados y senadores nacionales el peronismo, representado bajo el nombre de otros partidos debido a su proscripción desde 1955, logró muy buenos resultados. Desde ese momento, el presidente Arturo Frondizi recibió presiones casi asfixiantes por parte de las Fuerzas Armadas. Con la presión explícita o implícita de los militares, Frondizi redactó decretos que dictaban la intervención de 8 provincias en las cuales el peronismo había ganado las gobernaciones. Esto sólo sirvió de combustible para darle mayores proporciones a la crisis desatada por las presiones de los sectores castrenses.
Desde las filas militares se constituyó el "Comité de los doce", compuesto por los cuatro generales, almirantes y brigadieres más antiguos de cada arma. Particularmente desde la Armada, que era comandada por el Almirante Agustín R. Penas, argumentaron que el presidente incumplía con su juramento constitucional de respetar las leyes tras decretar la intervención, y a partir del 20 de mayo comenzaron a presionar para que el presidente presentara su renuncia voluntaria para que luego tomara su lugar otro mandatario constitucional o, si Frondizi no aceptaba, derrocarlo. En primera instancia, la Fuerza Aérea Argentina y el Ejército Argentino no apoyaban por completo la idea de dar un golpe de Estado, en cambio, proponían que el presidente siguiera en su cargo con la condición de que nombrara un nuevo gabinete de coalición designado por las Fuerzas Armadas y siguiera un plan de gobierno trazado por los titulares de cada una de las fuerzas, es decir, por el Teniente General Raúl Poggi, el Brigadier General Cayo Antonio Alsina y el Almirante Agustín Ricardo Penas. Pero, en caso de una negativa del primer mandatario, las Fuerzas Armadas lo desalojarían del poder y asumiría un gobierno militar. El Almirante Penas y su Consejo de Almirantes, sus subordinados inmediatos en la cadena de mandos, aprobaron la iniciativa propuesta por el hecho de que preferían mantener la unidad en el frente militar. Sin embargo, se reservaron el hecho de cambiar su postura en el transcurso de los acontecimientos. Una vez acordado esto, llevaron este planteo al Presidente de la Nación.
Si bien Frondizi aceptó el planteo y convocó a dirigentes de partidos no vinculados al peronismo para constituir un gabinete nuevo, la iniciativa fracasó. Consciente de que su presidencia se estaba extinguiendo, recurrió al Teniente General Pedro Aramburu, quien anteriormente desalentó varios intentos golpistas contra el presidente radical. El expresidente militar accedió a la propuesta y obró como mediador de Frondizi y el Comité de los doce. Una vez acordado el gabinete y el plan político a seguir con el comité militar, Aramburu pidió un tiempo prudencial para evaluar los resultados.
Aunque los titulares del Ejército y de la Aeronáutica se mostraron dispuestos a esperar, Penas, el titular de la Marina, insistió en que el presidente había agotado todas las intencias y debía renunciar o ser cesanteado de su cargo por medio de un golpe militar. El Ministro de Marina, representante político de dicha fuerza, muy sutilmente le sugirió a Arturo Frondizi que debía renunciar o que mínimamente pidiera una licencia en su cargo hasta que la tensión política se normalizara. Pero Frondizi no aceptó.
El 25 de marzo, el Ejército comenzó a manifestar abiertamente, por medio de su Comandante en Jefe, Raúl Poggi, un cambio de postura respecto a Frondizi, principalmente por las presiones de la oficialidad media y el generalato. Para la mañana del 27 de marzo ya era evidente la inclinación de las fuerzas armadas por derrocar al presidente, por lo que Aramburu, quien obraba como mediador entre los sectores castrenses y el primer mandatario, decidió abandonar dicha función y sellando el destino del gobierno constitucional.
Sin embargo, la situación fue empeorando cada vez más y la posición de los militares ya era una sola: echar a Frondizi de su cargo. En la mañana del 29 de marzo Frondizi es depuesto por los tres jefes de las Fuerzas Armadas, arrestado y enviado a la Isla Martín García, donde el jefe de la Armada, Agustín Penas, anunció que dicha fuerza asumiría los gastos de la estadía del recientemente depuesto presidente.

#### Fallido intento de hacerse con la presidencia
Una de las situaciones más recordadas respecto al papel de Poggi tras la caída de Arturo Frondizi tuvo lugar en el palacio presidencial. Las tropas habían tomado posiciones en la Casa Rosada como medida disuasoria de cualquier acto violento en sus inmediaciones. Cuando arribó Raúl Poggi, era consciente de que no iba a poder hacerse con la presidencia porque mientras Frondizi insistía en que no iba a renunciar, al mismo momento el ministro de Defensa, Rodolfo Martínez, su par de Relaciones Exteriores, Roberto Etchepareborda, y el ministro de la Corte Suprema de Justicia, Julio Oyhanarte, aprovecharon la situación para convencer al presidente del Senado, José María Guido, de asumir la presidencia. En particular, el juez Julio Oyhanarte fue quien propició la aplicación de la Ley de Acefalía por parte de la Corte Suprema.
En efecto, al teniente general Poggi literalmente le arrebataron la conducción del país. Ingresó furioso a la oficina presidencial. “No quiero hablar con nadie”, disparó mientras se acomodaba en el recinto. Posteriormente se juntó con el Almirante Agustín Penas y el Brigadier General Cayo Alsina e intentaron consensuar una muestra de apoyo al nuevo Presidente que asumiría en cuestión de horas.
Uno de los periodistas presentes en la situación advirtió que el titular del Ejército estaba al rojo vivo, mientras un asistente le advertía “cuidado con la presión, general”. Poggi, desencajado de ira, acusó al juez de traidor y le propinó toda clase de insultos. El furioso Teniente General fue separado de la situación por sus asistentes y consumió dos aspirinas para bajar la presión y controlar su enfado. Minutos después, José María Guido juró como nuevo Presidente de la Nación.

#### Retiro y estallido de la crisis entre azules y colorados
Tras la caída de Frondizi, las fuerzas armadas quedaron divididas en dos bandos, uno legalista y que bregaba por el respeto a la Constitución identificados como azules; mientras que el otro, el colorado, proponía una constante tutela de las fuerzas armadas a los gobiernos constitucionales y se reservaban el derecho de removerlos en caso de no cumplir con las expectativas del sector militar.
En ese contexto, el 20 de abril de 1962, tiene lugar el primer choque entre las facciones militares. El jefe de la guarnición Campo de Mayo y Secretario de Guerra, General de División Enrique Rauch, ferviente, pidió expresamente el retiro del Comandante en Jefe del Ejército, Teniente General Raúl Poggi, quien en primera instancia se negó. Como respuesta a la negativa, Rauch ordenó al coronel Tomás Sánchez de Bustamante que se dirigiera con sus columnas de tanques a Plaza de Mayo. El choque que parecía inevitable no se consumó gracias a que el presidente José María Guido intervino y llegó a un acuerdo entre los generales en disputa. Los militares en conflicto pasaron a retiro y se aprobó la designación como secretario de Guerra y comandante en jefe interino del general de brigada Juan Bautista Loza, partidario del sector azul que contaba con cierto respeto entre los colorados.
El retiro del teniente general Raúl Alejandro Poggi se oficializó el 27 de abril de 1962.